# Chojnów (gmina wiejska)
Chojnów – gmina wiejska w województwie dolnośląskim, w powiecie legnickim. W latach 1975–1998 gmina położona była w województwie legnickim.
Siedziba gminy to Chojnów.
Według danych z 31 grudnia 2011 gminę zamieszkiwało 9475 osób. Natomiast według danych z 30 czerwca 2016 gminę zamieszkiwało 9559 osób.
Według danych z 30 czerwca 2020 roku gminę zamieszkiwało 9555 osób.

## Geografia

### Położenie
Gmina Chojnów leży w południowo-zachodniej Polsce, na Dolnym Śląsku. Według regionalizacji fizycznogeograficznej opracowanej przez Jerzego Kondrackiego, tereny gminy podzielone są pomiędzy dwa mezoregiony, stanowiące południowo-wschodnią część Niziny Śląsko-Łużyckiej – Równinę Chojnowską, obejmującą południowo-zachodni fragment gminy oraz Równinę Legnicką, w obrębie której znajduje się część północno-wschodnia. Gmina od północno-zachodniej strony sąsiaduje z rozległymi obszarami Borów Dolnośląskich oraz kompleksami leśnymi Wysoczyzny Lubińskiej.
Przez teren gminy Chojnów przepływa kilka rzek, z czego największe to Czarna Woda i jej dopływy – Skora, mająca swoje źródło na Pogórzu Kaczawskim, oraz Brochotka i Brenna. Gmina położona jest na wysokości w przedziale od 122,5 m n.p.m. (teren nad Czarną Wodą w Niedźwiedzicach) do 278 m n.p.m. (wzniesienie na Wale Okmiańskim).
Administracyjnie gmina Chojnów położona jest w granicach województwa dolnośląskiego, w zachodniej części powiatu legnickiego. Od północy graniczy z gminą Chocianów (powiat polkowicki) i gminą Lubin (powiat lubiński), od wschodu z gminą Miłkowice (powiat legnicki), od południa z gminami Złotoryja i Zagrodno (powiat złotoryjski), od zachodu z gminami Warta Bolesławiecka i Gromadka (powiat bolesławiecki). Enklawą w granicach gminy Chojnów jest miasto Chojnów, stanowiące odrębną jednostkę administracyjną powiatu legnickiego.

### Podział administracyjny
Gmina Chojnów podzielona jest na 23 sołectwa, które swoim zasięgiem obejmują, w zależności od liczby mieszkańców, jedną lub kilka miejscowości. Zakres działalności samorządów mieszkańców poszczególnych sołectw jest określany przez Radę Gminy Chojnów w drodze uchwał.
Lista sołectw gminy Chojnów:
| - Biała - Biskupin - Budziwojów-Dzwonów - Czernikowice - Dobroszów - Goliszów - Gołaczów - Groble | - Jaroszówka - Jerzmanowice - Konradówka-Piotrowice - Kolonia Kołłątaja - Krzywa - Michów - Niedźwiedzice - Okmiany | - Osetnica - Pawlikowice-Gołocin - Rokitki - Stary Łom - Strupice - Witków - Zamienice |

### Środowisko naturalne

#### Geologia
Niżowa część gminy Chojnów, w warstwie powierzchniowej, charakteryzuje się występowaniem utworów czwartorzędowych – osadów zróżnicowanych genetycznie i wiekowo, wśród których można wymienić utwory rzeczne, fluwioglacjalne oraz zboczowe o różnej miąższości. W położonym w zachodniej części gminy Wale Okmiańskim spotkać można utwory żwirowe i piaszczyste, będące osadami rzecznymi, zawierającymi głównie kwarc, łupki paleozoiczne, granit karkonoski, fyllity i inne. Obszar między Okmianami a Chojnowem charakteryzuje się występowaniem piasków akumulacji lodowcowej z głazami, będącymi utworami pochodzenia wodnolodowcowego, z okresu zlodowacenia środkowopolskiego, o czym świadczą okruchy krystalicznych skał skandynawskich i stopień ich obróbki. Na osadach fluwioglacjalnych zalegają warstwy piaszczysto-żwirowe, zaliczane do glacjalnych osadów rzecznych. Doliny rzeczne znajdujące się na terenie gminy Chojnów są wypełnione madami i piskami rzecznymi, zasypanymi w okresie zlodowacenia południowopolskiego, na których leży zachowana we fragmentach zwięzła, ilasta i ciemnoszara (miejscami czarna) glina morenowa z silnie zwietrzałymi blokami.
Większość osadów czwartorzędowych występujących na Nizinie Śląskiej, jest związana ze zlodowaceniem środkowopolskim, którego następstwem są serie żwirów i piasków rzecznych z głazami narzutowymi, jak i drobne piaski i żwiry akumulacji wodnolodowcowej, gromadzące się przed czołem lądolodu. Skalane głazy narzutowe pochodzą w głównej mierze z obszaru północnego Bałtyku. Kolejnym osadem występującym na terenie gminy Chojnów są zastoiskowe iły czerwone posiadające glinę zwałową lub podmorenowe piaski fluwioglacjalne. Trzon osadów czwartorzędowych stanowi glina zwałowa moreny dennej zlodowacenia środkowopolskiego o bardzo dużej miąższości, dochodzącej do 30–50 m. Glina zwałowa charakteryzuje się silną piaszczystością, brunatną barwą oraz występowaniem bloków i głazów pochodzenia południowo-szwedzkiego: granitów, porfirów, piaskowców, wapieni krystalicznych, gnejsów, skał gabrowych, łupków łyszczykowych lub kwarcytów. Na terenie gminy Chojnów wyróżnić możemy również piaski i żwiry o dużej miąższości, będącymi osadami wodnolodowcowymi, tworzącymi formy rzeźby polodowcowej – moreny kwarcowe, sandry, kemy i terasy kemowe, oraz piaski wydmowe występujące na niewielkim obszarze między Czernikowicami i Białą. W południowej części gminy Chojnów znaleźć możemy utwory lessowe i lessopodobne, natomiast na południe od Zamienic i na zachód od Okmian występują torfy.

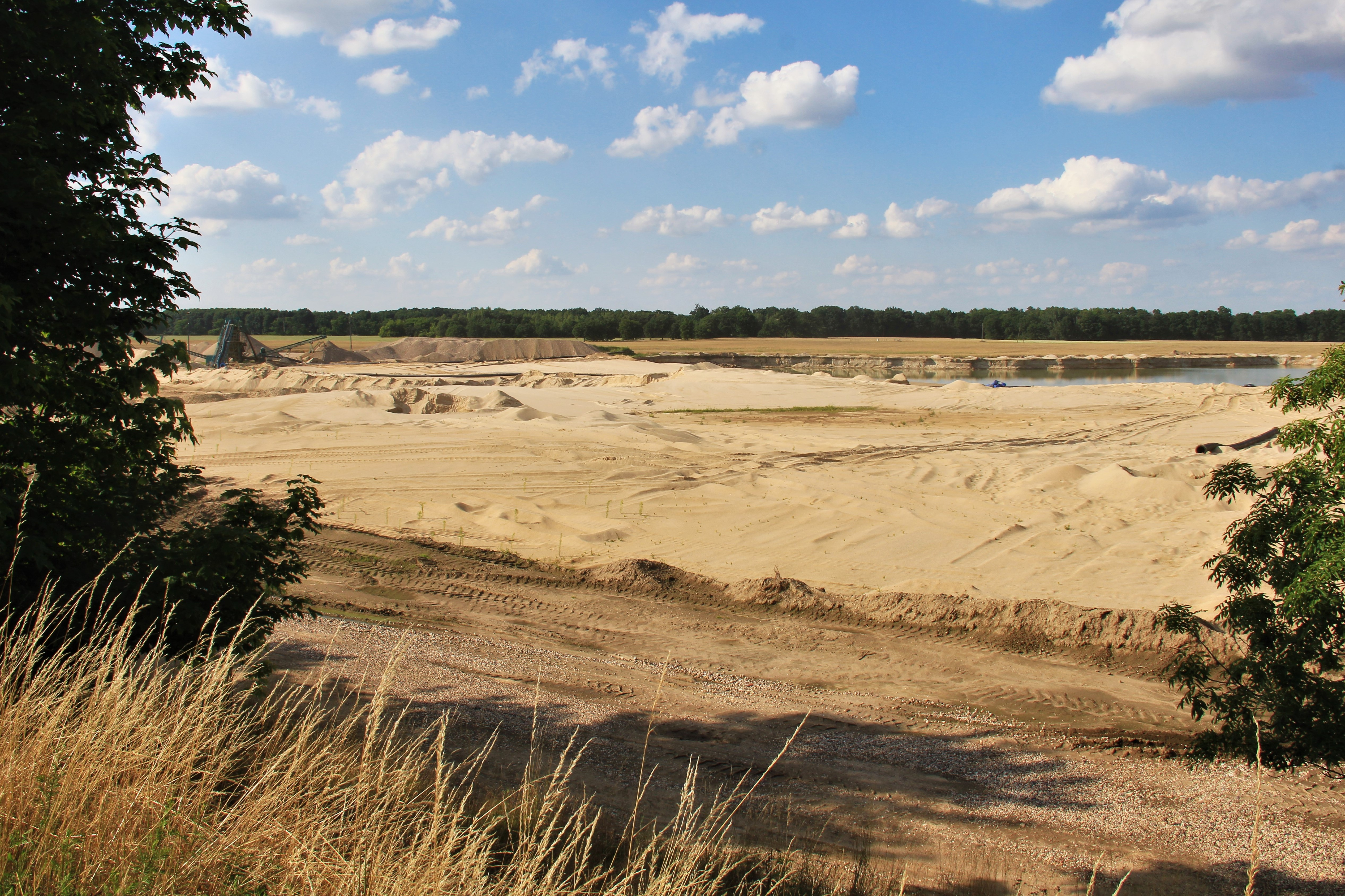
Odkrywkowa kopalnia kruszywa naturalnego w Białej

Gmina Chojnów cechuje się bardzo ubogim inwentarzem surowców mineralnych. Dotychczas na jej terenie udokumentowano występowanie jedynie kruszywa naturalnego, sklasyfikowanego jako kopaliny pospolite, które jest eksploatowane metodami odkrywkowymi w pobliżu: Okmian, Gołaczowa, Biskupina, Rokitek, Czernikowic i Białej.

#### Klimat
Klimat gminy Chojnów, podobnie jak całego Dolnego Śląska, charakteryzuje się krótkotrwałymi i łagodnymi zimami, wczesnymi i wilgotnymi wiosnami, ciepłymi latami oraz długimi i ciepłymi jesieniami.
Gmina Chojnów położona jest na pograniczu dwóch regionów pluwiotermicznych – Ia nadodrzańskiego i IV przedgórskiego (przejściowego). Najcieplejszym obszarem gminy Chojnów jest część nizinna, która charakteryzuje się ciepłym i suchym klimatem. Średnia temperatura w tym rejonie wynosi 8,0–8,7 °C; klimatyczna wiosna ma początek między 26 a 31 marca, natomiast lato trwa od 85 do 104 dni. Okres wegetacyjny dla tego rejonu wynosi od 220 do 227 dni, co czyni go najdłuższym w Polsce. Część przedgórska charakteryzuje się nieco chłodniejszym klimatem. Średnia temperatura dla tego fragmentu gminy Chojnów wynosi 7,5–7,87 °C. Wiosna pojawia się w tym rejonie około 1–4 kwietnia, okres wegetacyjny trwa średnio 213–217 dni, natomiast lato od 69 do 78 dni.
Suma opadu rocznego na obszarze gminy Chojnów wynosi 500–700 mm, z tego opad okresu wegetacyjnego wynosi od 60 do 80% sumy rocznej. Maksimum opadów przypada na lipiec, który zdecydowanie różni się pod tym względem od innych miesięcy; najniższe opady są notowane w lutym.

## Struktura powierzchni
Według danych z roku 2002 gmina Chojnów ma obszar 231,17 km², w tym:
- użytki rolne: 69%
- użytki leśne: 20%

Gmina stanowi 31,05% powierzchni powiatu.

## Demografia

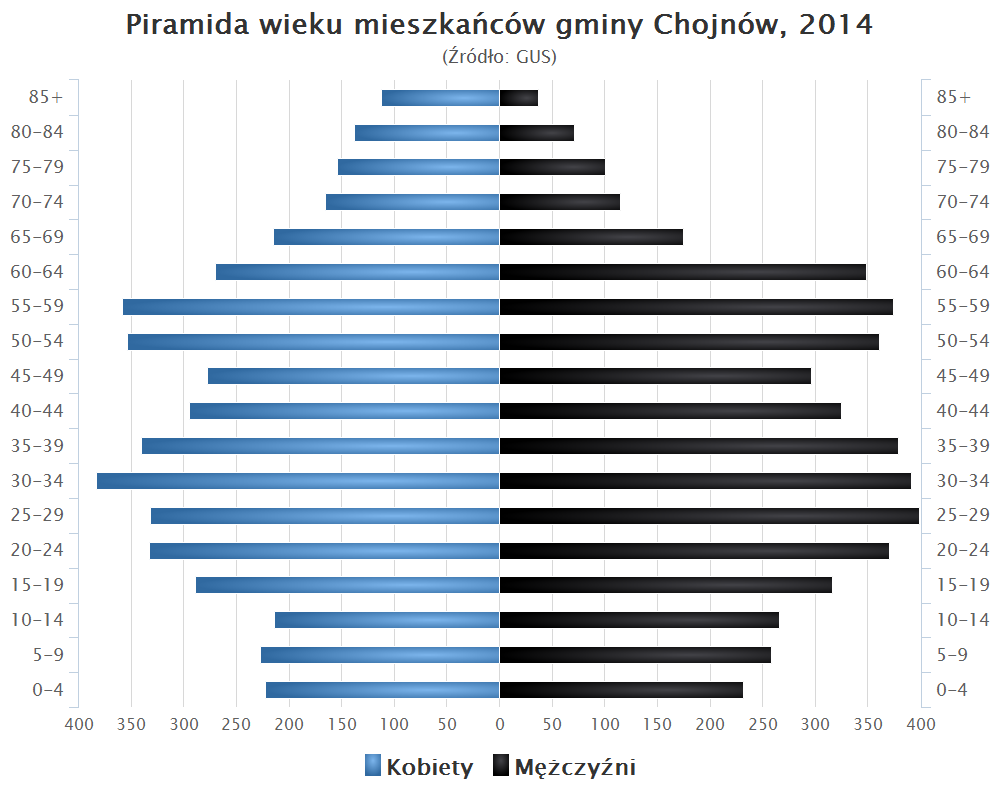
Piramida wieku mieszkańców gminy Chojnów w 2014 roku

Dane z 31 grudnia 2017 roku:
| Opis                              | Ogółem | Ogółem | Kobiety | Kobiety | Mężczyźni | Mężczyźni |
| --------------------------------- | ------ | ------ | ------- | ------- | --------- | --------- |
| Jednostka                         | osób   | %      | osób    | %       | osób      | %         |
| Populacja                         | 13 573 | 100    | 7103    | 52,3    | 6470      | 47,7      |
| Gęstość zaludnienia [mieszk./km²] | 2 551  | 2 551  | 1 334   | 1 334   | 1 217     | 1 217     |

## Historia
Pierwsze wzmianki o miejscowościach gminy Chojnów pochodzą z XIII i XIV w., ale ślady ludzkiej działalności są tu znacznie wcześniejsze – w pobliżu wsi Konradówka znaleziono liczący ponad 100.000 lat krzemienny pięściak – narzędzie człowieka neandertalskiego.

### Legenda
Ziemia Chojnowska pełna jest romantycznych legend, według jednej z nich E. von Promnitz był rycerzem nieokiełznanego temperamentu. Stąd mówi, że zginął na polu chwały lub też, że w wieku 24 lat kazała go zgładzić rodzona matka, a później wyprawiła wielką „pompa funebris” wykładając kirem drogę z Zamienic do Jaroszówki.

### Zabytki

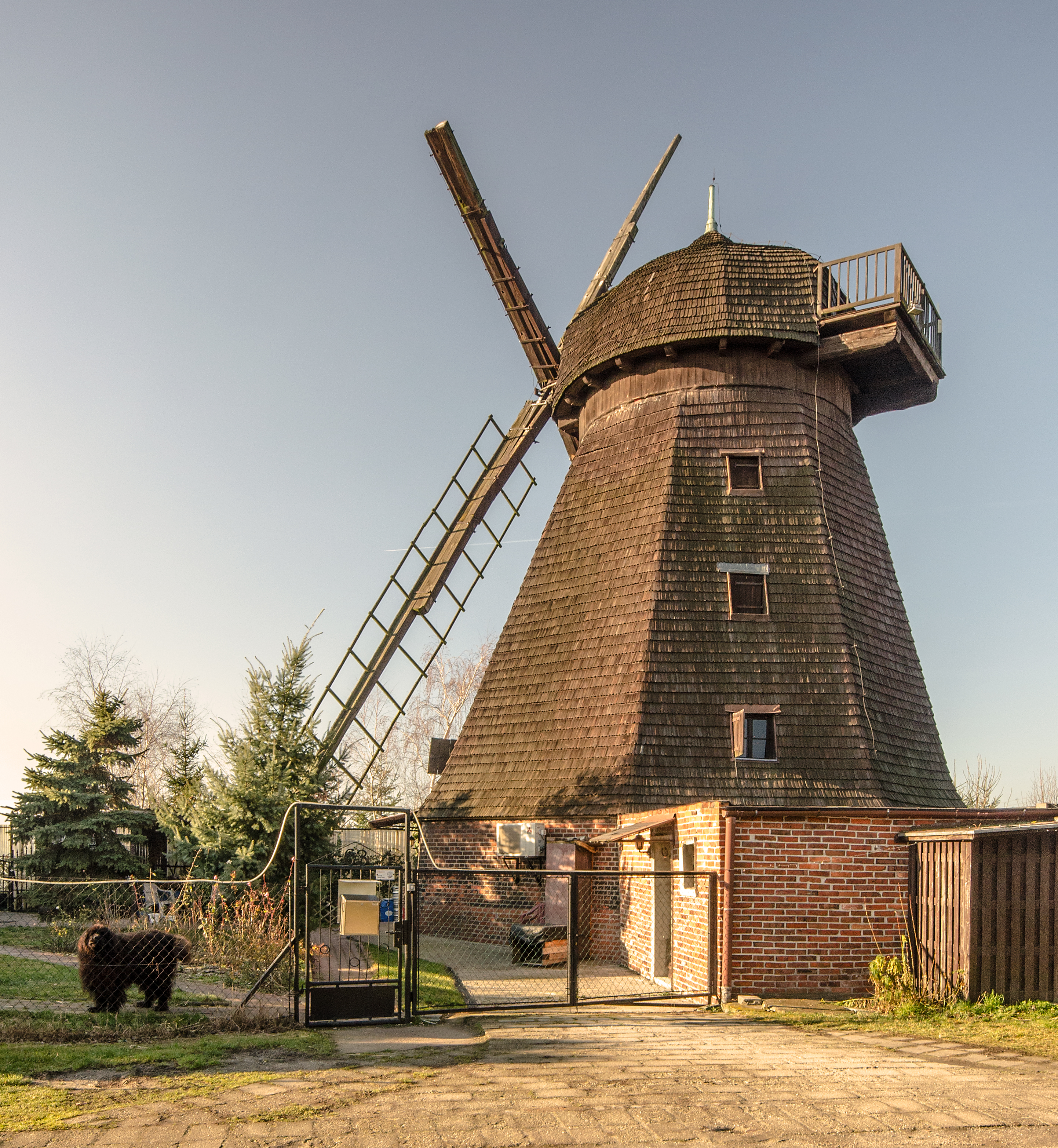
Wiatrak holenderski w Jerzmanowicach

- Wiatrak holenderski w Jerzmanowicach – wzniesiony w XVIII w., wiatrak typu holenderskiego na skraju wsi Jerzmanowice. Obecnie znajduje się w nim restauracja.
- Kościół pw. św. Antoniego Padewskiego w Niedźwiedzicach – zbudowany w XV–XVI w. Fundatorem kościoła był Wolf Bożywoj. Najcenniejszym zabytkiem jest w nim późnogotycki drewniany ołtarz z 1491 roku w formie tryptyku, którego centralną część stanowi Zdjęcie z Krzyża.
- Kościół pw. św. Anny w Osetnicy – powstały pod koniec XV w. Wyjątkowo dobrze zachowany gotycki jednonawowy kościół wiejski. W okalających go murach pełniących niegdyś funkcje obronne, dostrzec można szereg epitafiuów.
- Kościół w Zamienicach – pochodzi z XVII w. Jego atrakcją jest obok oryginalności architektonicznej (stylizacja na późny gotyk), są trzy okazałe nagrobki – Fryderyka von Bilerau z 1628 roku, E. von Promnitza zmarłego w 1704 roku i R. von Promnitza.

## Sąsiednie gminy
Chocianów, Chojnów (miasto), Gromadka, Lubin, Miłkowice, Warta Bolesławiecka, Zagrodno, Złotoryja

## Komunikacja

### Komunikacja samochodowa
Przez gminę przebiega autostrada A4. Główną drogą gminy jest trasa z Legnicy do Bolesławca droga krajowa nr 94 przechodzącą przez Michów, Chojnów i Krzywą. Oraz inne wojewódzkie: Chojnów – Złotoryja droga wojewódzka nr 328 przechodząca przez Gołaczów, Chojnów – Lubin droga wojewódzka nr 335 przechodząca przez Kolonię Kołłątaja i Jaroszówkę oraz Chojnów – Chocianów droga wojewódzka nr 328, przechodzącą przez Czernikowice i Rokitki. Wsie położone za tymi drogami są połączone między sobą dobrą siecią dróg powiatowych.

### Komunikacja kolejowa

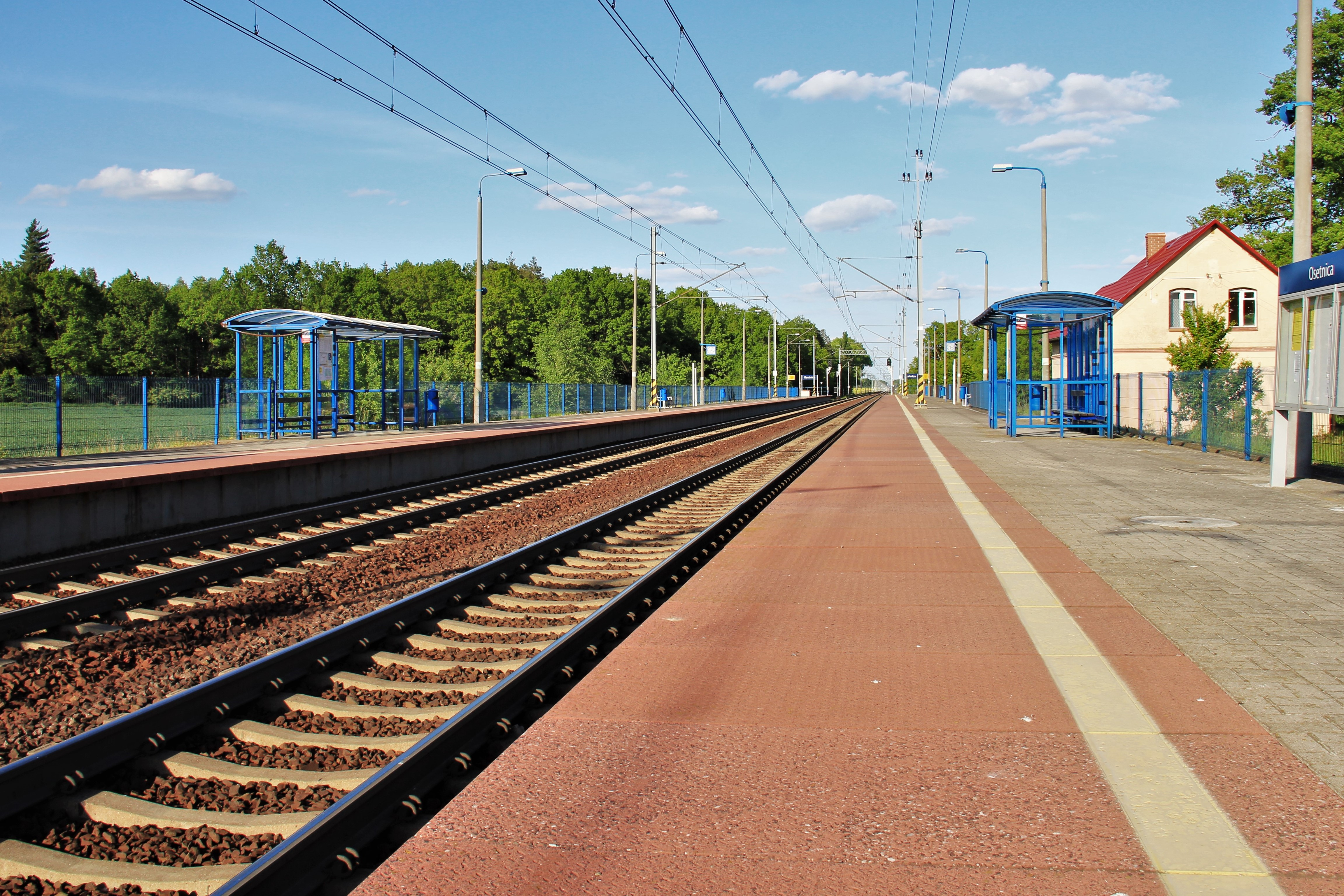
Przystanek kolejowy Osetnica

Stacje kolejowe w Gminie Chojnów znajdują się w:
Czynne
- Osetnicy – obecnie remontowana, dawniej większa, a obecnie tylko przystanek osobowy, przez stację przechodzi linia kolejowa Miłkowice – Jasień.
- Rokitkach – największa po Chojnowie stacja w gminie, posiada trzy perony. Obecnie stacja w Rokitkach ma być modernizowana, przez stację przechodzi linia kolejowa Wrocław Muchobór – Guben oraz nieczynne już Złotoryja – Rokitki i Rokitki – Kożuchów.
- Okmianach – jedna z większych stacji kolejowych, budynek widoczny jest z drogi Chojnów – Bolesławiec, przez stację przechodzi linia kolejowa Legnica – Bolesławiec.
- Goliszowie – dawniej stacja, obecnie przystanek osobowy, dawniej posiadała swój budynek, obecnie adaptowany do innych celów.

Nieczynne
- Białej (Biała Złotoryjska) – nieczynna stacja, z własnym budynkiem, przez stację przychodziła linia kolejowa Złotoryja – Rokitki.
- Zamienicach – nieczynna stacja kolejowa, z budynkiem, przez stację przychodziła linia kolejowa Złotoryja – Rokitki.

### Komunikacja lotnicza
Niedaleko Chojnowa, we wsi Krzywa, znajduje się nieużywane poradzieckie lotnisko.

## Miejscowości

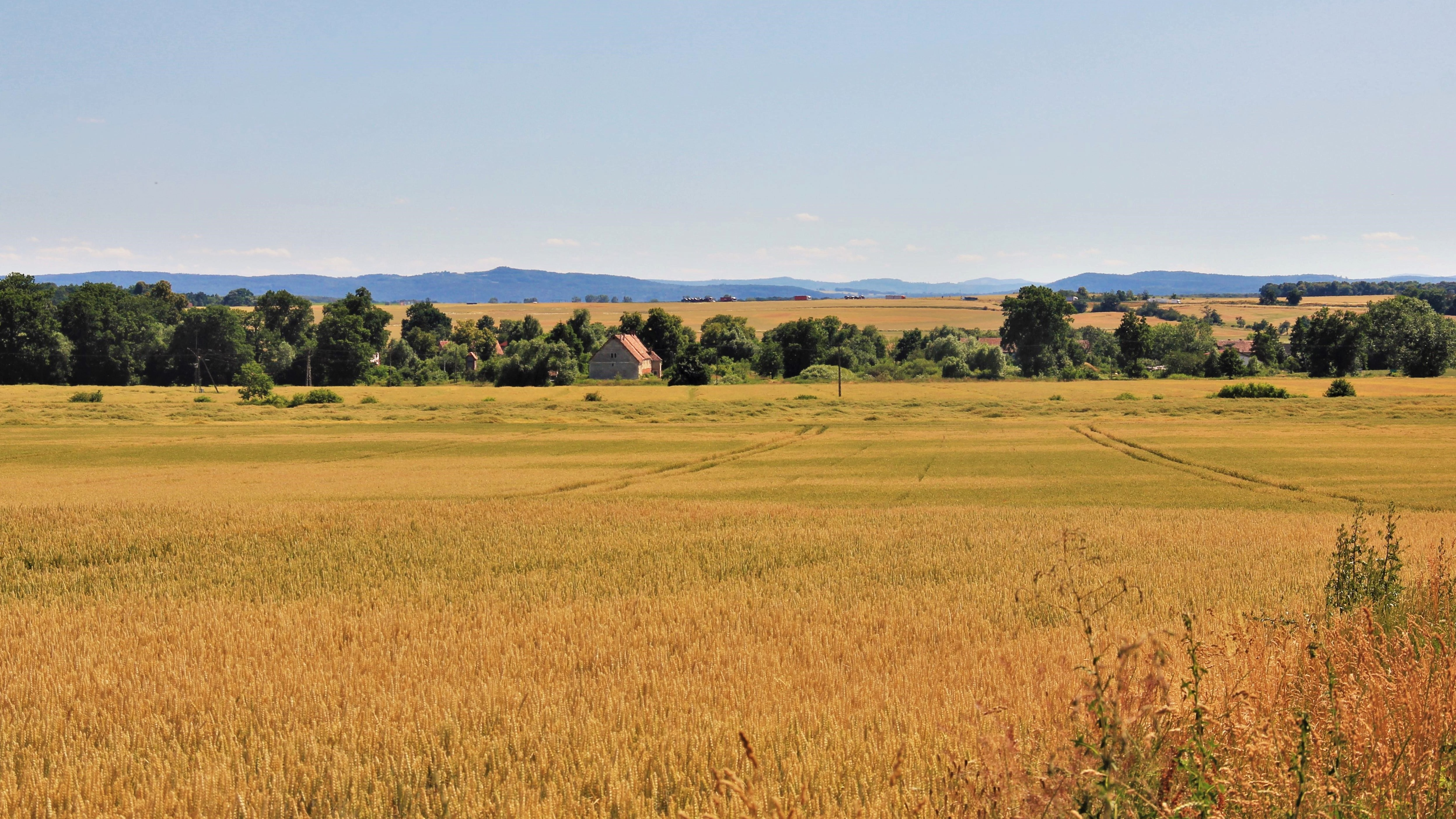
Rolniczy krajobraz sołectwa Pawlikowice-Gołocin

Biała, Biskupin, Budziwojów, Czernikowice, Dobroszów, Dzwonów, Goliszów, Gołaczów, Groble, Jaroszówka, Jerzmanowice, Konradówka, Piotrowice, Kolonia Kołłątaja, Krzywa, Michów, Niedźwiedzice, Okmiany, Osetnica, Pawlikowice-Gołocin, Rokitki, Stary Łom, Strupice, Witków, Zamienice.
Pozostałe miejscowości:
Brzozy, Kobiałka, Pątnów, Witkówek.